# Supersport-Weltmeisterschaft 2022
Die Supersport-WM-Saison 2022 wird die 24. in der Geschichte der FIM-Supersport-Weltmeisterschaft sein. Voraussichtlich werden bei zwölf Veranstaltungen 24 Rennen ausgetragen.

## Punkteverteilung
Weltmeister wird derjenige Fahrer beziehungsweise der Hersteller, der bis zum Saisonende die meisten Punkte in der Weltmeisterschaft angesammelt hat. Bei der Punkteverteilung werden die Platzierungen im Gesamtergebnis des jeweiligen Rennens berücksichtigt. Die fünfzehn erstplatzierten Fahrer jedes Rennens erhalten Punkte nach folgendem Schema:
| Punkteverteilung | Punkteverteilung | Punkteverteilung | Punkteverteilung | Punkteverteilung | Punkteverteilung | Punkteverteilung | Punkteverteilung | Punkteverteilung | Punkteverteilung | Punkteverteilung | Punkteverteilung | Punkteverteilung | Punkteverteilung | Punkteverteilung | Punkteverteilung |
| ---------------- | ---------------- | ---------------- | ---------------- | ---------------- | ---------------- | ---------------- | ---------------- | ---------------- | ---------------- | ---------------- | ---------------- | ---------------- | ---------------- | ---------------- | ---------------- |
| Platz            | 1                | 2                | 3                | 4                | 5                | 6                | 7                | 8                | 9                | 10               | 11               | 12               | 13               | 14               | 15               |
| Punkte           | 25               | 20               | 16               | 13               | 11               | 10               | 9                | 8                | 7                | 6                | 5                | 4                | 3                | 2                | 1                |

In die Wertung kommen alle erzielten Resultate.

## Teams und Fahrer
| Team                                                                               | Hersteller | Maschine         | Nr. | Fahrer               | Läufe |
| ---------------------------------------------------------------------------------- | ---------- | ---------------- | --- | -------------------- | ----- |
| Althea Racing                                                                      | Ducati     | Panigale V2      | 64  | Federico Caricasulo  | 1     |
| Aruba.it Racing Supersport Team                                                    | Ducati     | Panigale V2      | 22  | Nicolò Bulega        | 1     |
| Barni Spark Racing Team                                                            | Ducati     | Panigale V2      | 32  | Oli Bayliss          | 1     |
| CM Racing                                                                          | Ducati     | Panigale V2      | 73  | Maximilian Kofler    | 1     |
| Orelac Racing VerdNatura WorldSSP                                                  | Ducati     | Panigale V2      | 03  | Raffaele De Rosa     | 1     |
| Kawasaki Puccetti Racing                                                           | Kawasaki   | ZX-6 R           | 55  | Yari Montella        | 1     |
| Kawasaki Puccetti Racing                                                           | Kawasaki   | ZX-6 R           | 61  | Can Öncü             | 1     |
| Motozoo Puccetti Racing                                                            | Kawasaki   | ZX-6 R           | 15  | Eugene McManus       | 1     |
| Motozoo Puccetti Racing                                                            | Kawasaki   | ZX-6 R           | 21  | Benjamin Currie      | TBA   |
| MTM Kawasaki                                                                       | Kawasaki   | ZX-6 R           | 99  | Adrián Huertas       | 1     |
| MV Agusta Corse Clienti                                                            | MV Agusta  | F3               | 66  | Niki Tuuli           | 1     |
| Dynavolt Triumph                                                                   | Triumph    | Street Triple RS | 38  | Hannes Soomer        | 1     |
| Dynavolt Triumph                                                                   | Triumph    | Street Triple RS | 62  | Stefano Manzi        | 1     |
| EAB Racing                                                                         | Yamaha     | YZF-R 6          | 28  | Glenn van Straalen   | 1     |
| Evan Bros. WorldSSP Yamaha Team                                                    | Yamaha     | YZF-R 6          | 07  | Lorenzo Baldassarri  | 1     |
| Evan Bros. WorldSSP Yamaha Team                                                    | Yamaha     | YZF-R 6          | 56  | Péter Sebestyén      | 4     |
| GMT94 Yamaha                                                                       | Yamaha     | YZF-R 6          | 16  | Jules Cluzel         | 1     |
| GMT94 Yamaha                                                                       | Yamaha     | YZF-R 6          | 94  | Andy Verdoïa         | 1     |
| Kallio Racing                                                                      | Yamaha     | YZF-R 6          | 52  | Patrick Hobelsberger | 1     |
| MS Racing Yamaha WorldSSP                                                          | Yamaha     | YZF-R 6          | 10  | Unai Orradre         | 1     |
| MS Racing Yamaha WorldSSP                                                          | Yamaha     | YZF-R 6          | 50  | Ondřej Vostatek      | 1     |
| Ten Kate Racing Yamaha                                                             | Yamaha     | YZF-R 6          | 24  | Leonardo Taccini     | 1     |
| Ten Kate Racing Yamaha                                                             | Yamaha     | YZF-R 6          | 77  | Dominique Aegerter   | 1     |
| VFT Racing                                                                         | Yamaha     | YZF-R 6          | 17  | Kyle Smith           | 1     |
| WorldSSP Challenge-Teilnehmer (starten ausschließlich bei den europäischen Läufen) |            |                  |     |                      |       |
| D34G Racing                                                                        | Ducati     | Panigale V2      | 12  | Filipo Fuligni       | 1     |
| D34G Racing                                                                        | Ducati     | Panigale V2      | 22  | Federico Fuligni     | 1     |
| Motozoo Puccetti Racing                                                            | Kawasaki   | ZX-6 R           | 06  | Jeffrey Buis         | 1     |
| Prodina Racing WorldSSP                                                            | Kawasaki   | ZX-6 R           | 69  | Tom Booth-Amos       | 1     |
| MV Agusta Reparto Corse                                                            | MV Agusta  | F3 800 RR        | 54  | Bahattin Sofuoğlu    | 1     |
| Kallio Racing                                                                      | Yamaha     | YZF-R 6          | 88  | Alessandro Zetti     | 1     |
| VFT Racing                                                                         | Yamaha     | YZF-R 6          | 25  | Marcel Brenner       | 1     |

| Legende         |
| --------------- |
| Stammfahrer     |
| Wildcard-Fahrer |
| Ersatzfahrer    |

## Rennergebnisse
| Nr. | Datum  | Rennen                 | Strecke        | Pole-Position       | Lauf | Platz 1             | Platz 2             | Platz 3             | Schn. Rennrunde    | Gesamtführung       | Gesamtführung |
| Nr. | Datum  | Rennen                 | Strecke        | Pole-Position       | Lauf | Platz 1             | Platz 2             | Platz 3             | Schn. Rennrunde    | Fahrer              | Konstrukteur  |
| --- | ------ | ---------------------- | -------------- | ------------------- | ---- | ------------------- | ------------------- | ------------------- | ------------------ | ------------------- | ------------- |
| 1   | 09.04. | Spanien                | Aragón         | Lorenzo Baldassarri | 1    | Lorenzo Baldassarri | Dominique Aegerter  | Can Öncü            | Dominique Aegerter | Lorenzo Baldassarri | Yamaha        |
| 1   | 10.04. | Spanien                | Aragón         | Lorenzo Baldassarri | 2    | Dominique Aegerter  | Lorenzo Baldassarri | Nicolò Bulega       | Dominique Aegerter | Dominique Aegerter  | Yamaha        |
| 2   | 23.04. | Niederlande            | Assen          | Dominique Aegerter  | 1    | Dominique Aegerter  | Glenn van Straalen  | Nicolò Bulega       | Dominique Aegerter | Dominique Aegerter  | Yamaha        |
| 2   | 24.04. | Niederlande            | Assen          | Dominique Aegerter  | 2    | Dominique Aegerter  | Lorenzo Baldassarri | Can Öncü            | Dominique Aegerter | Dominique Aegerter  | Yamaha        |
| 3   | 21.05. | Portugal               | Misano         | Lorenzo Baldassarri | 1    | Dominique Aegerter  | Lorenzo Baldassarri | Nicolò Bulega       |                    | Dominique Aegerter  | Yamaha        |
| 3   | 22.05. | Portugal               | Misano         | Lorenzo Baldassarri | 2    | Dominique Aegerter  | Kyle Smith          | Lorenzo Baldassarri |                    |                     |               |
| 4   | 24.07. | Niederlande            | Assen          |                     | 1    |                     |                     |                     |                    |                     |               |
| 4   | 25.07. | Niederlande            | Assen          | 2                   |      |                     |                     |                     |                    |                     |               |
| 5   | 16.07. | Vereinigtes Königreich | Donington      |                     | 1    |                     |                     |                     |                    |                     |               |
| 5   | 17.07. | Vereinigtes Königreich | Donington      | 2                   |      |                     |                     |                     |                    |                     |               |
| 6   | 30.07. | Tschechien             | Most           |                     | 1    |                     |                     |                     |                    |                     |               |
| 6   | 31.07. | Tschechien             | Most           | 2                   |      |                     |                     |                     |                    |                     |               |
| 7   | 10.09. | Frankreich             | Magny-Cours    |                     | 1    |                     |                     |                     |                    |                     |               |
| 7   | 11.09. | Frankreich             | Magny-Cours    | 2                   |      |                     |                     |                     |                    |                     |               |
| 8   | 24.09. | Spanien                | Barcelona      |                     | 1    |                     |                     |                     |                    |                     |               |
| 8   | 25.09. | Spanien                | Barcelona      | 2                   |      |                     |                     |                     |                    |                     |               |
| 9   | 08.10. | Portugal               | Portimão       |                     | 1    |                     |                     |                     |                    |                     |               |
| 9   | 09.10. | Portugal               | Portimão       | 2                   |      |                     |                     |                     |                    |                     |               |
| 10  | 02.10. | Argentinien            | San Juan       |                     | 1    |                     |                     |                     |                    |                     |               |
| 10  | 03.10. | Argentinien            | San Juan       | 2                   |      |                     |                     |                     |                    |                     |               |
| 11  | 12.11. | Indonesien             | Mandalika      |                     | 1    |                     |                     |                     |                    |                     |               |
| 11  | 13.11. | Indonesien             | Mandalika      | 2                   |      |                     |                     |                     |                    |                     |               |
| 12  | 19.11. | Australien             | Phillip Island |                     | 1    |                     |                     |                     |                    |                     |               |
| 12  | 20.11. | Australien             | Phillip Island | 2                   |      |                     |                     |                     |                    |                     |               |